# Дембно (герб)
Дембно (пол. Dębno) — родовий герб польської, української, литовської та білоруської шляхти.

## Історія
Існує легенда, що герб виник в часи монголо-татарської навали на Європу, коли 1243 року хан Батий напав на Польщу. Проте, найдавніший документ, що згадує назву герба, датований 1406 роком. Одним з його засновників вважається Ян (Іоан) з Сенна й Олеська.
Після Городельської унії 1413 року ряд гербів, в тому числі Дембно, були закріпленні за представниками литовсько-руської (української) шляхти, та відбулось зрівняння прав шляхти католицького віровизнання Королівства Польського та шляхти Великого князівства Литовського, Руського та Жемайтійського. За умовами унії польський шляхтич Добєслав з Олесниці (пол. Dobiesław z Oleśnicy) передав його шляхтичу Альберту Корейві з Совготська (пол. Wojciech Korewa z Sowgotska).
Носіями були понад 120 родів з Білорусі, України, Литви та Польщі, зокрема Бабинські, Боровицькі, Чайки, Чайковські, Гловачі, Голянські, Носковські, Новодворські, Стоєвські, Сулимовські, Турські та інші.

## Опис
Через весь червоний щит йде срібний хрест, з лівого боку біля його підніжжя розташована Лекавиця. У нашоломнику знаходяться роги буйвола, а між ними хрест.